# Museo de la Electricidad (La Coruña)
El Museo de la electricidad (en gallego Museo da Electricidade) era un espacio que mostraba la historia de la electricidad en Galicia. Aquí se exponían máquinas y objetos de empresas eléctricas. También se exponían maquetas de distintas instalaciones eléctricas de Galicia. Compartía edificio con el Museo de Arte Contemporáneo Unión Fenosa.
Cerró en 1999 y, aunque se había anunciado una reapertura en 2004, esta no se llevó a cabo, por lo que sus piezas han sido distribuidas a otras organizaciones o se han guardado.